# Двенадцатая проблема Гильберта
Двенадцатая проблема Ги́льберта или Jugendtraum (с нем. — «мечта детства») Кро́некера — одна из 23-х математических проблем, изложенная Давидом Гильбертом в 1900 году, формулирующаяся как распространение теоремы Кронекера – Вебера об абелевом расширении поля рациональных чисел на произвольное алгебраическое числовое поле. То есть, испрашиваются аналоги корней из единицы в виде комплексных чисел, которые являются конкретными значениями экспоненциальной функции; требование состоит в том, чтобы такие числа генерировали целое семейство дополнительных числовых полей, которые являются аналогами циклотомических полей и их подполей.
Классическая теория комплексного умножения, теперь часто именуемая как Jugendtraum Кронекера, производит это для случая любого мнимого квадратичного поля, используя модулярные функции и эллиптические функции, выбранные с определенной решёткой периодов, связанной с рассматриваемым полем. Горо Шимура распространил это на CM-поля. Общий случай остаётся открытым по состоянию на 2023 год. Леопольд Кронекер описал проблему комплексного умножения как свою «liebster Jugendtraum» или «самую дорогую мечту его юности».

## История
В разделе 12 доклада «Математические проблемы» (1900) Гильберт придаёт Jugendtraum Кронекера «особо важное значение», и указывает, что Кронекером доказана (1853) теорема (дополненная Вебером и Гильбертом в 1886 году) о том, что:
(...) каждое абелево числовое поле в области рациональных чисел вкладывается в поле корней из единицы. (...) Так как простейшей после области рациональных чисел является комплексная квадратичная числовая область, то возникает задача доказать и для этого случая теорему Кронекера. (...)  Доказательство предположения Кронекера до сих пор не найдено. Тем не менее, я считаю, что оно может быть проведено без особых трудностей на основе теории комплексного умножения, развитой Вебером, и с учётом доказанных мною чисто арифметических теорем о классах полей. И, наконец, исключительное значение я придаю распространению теоремы Кронекера на тот случай, когда вместо области рациональных чисел или комплексной квадратичной области в основу кладётся произвольное алгебраическое числовое поле в качестве области рациональности. Я считаю эту проблему одной из наиболее глубоких и далеко ведущих проблем теории функций. (...) Что касается теоретико-функциональной части проблемы, то исследователю следует пойти по очень привлекательному пути той поразительной аналогии, какая замечается между теорией алгебраических функций от одной независимой переменной и теорией алгебраических чисел. (...) Как мы видим, в вышеприведённой задаче три основные ветви математики — именно, теория чисел, алгебра и теория функций — находятся во внутренней взаимной связи.